# صالح السكيبي
صالح السكيبي هو صالح بن خلف السكيبي المسعودي من الأسلم من قبيلة شمر. صالح السكيبي من مواليد سنة 1978 بمدينة حائل في شمال المملكة العربية السعودية.

## سيرته الشعرية
بزغ اسم صالح السكيبي بعد مشاركته في برنامج شاعر المليون في نسخته الأولى. قال عنه عضو لجنة التحكيم بشاعر المليون غسان الحسن أن قصيدته (ثمر قلبي) أفضل قصيده في الشعر الشعبي.

## أمسياته الشعرية
شارك الشاعر صالح السكيبي في العديد من الأمسيات. أمسية (على حب سلطان) في القاهرة. شارك أيضاً في أمسية نجران ضمن فعاليات صيف نجران. أيضاً شارك الشاعر في أمسية شعرية ضمن مهرجان بريدة 1431.

## دواوينه
أصدرت أكاديمية الشعر التابعة لهيئة أبوظبي للثقافة والتراث ديوان الشاعر صالح السكيبي الأول بعنوان  قبل يأتي موسمه. احتوى الديوان على أربعة عشر قصيدة.
القصائد التي ضمها ديوانه هي:
- الطموح
- شتات الجرح
- سلسال العسل
- ماتت الآمال
- ماقدر اكرههم
- ديرة المقسوم
- جرح الغرام الثاني
- قبل ياتي موسمه
- طاحت عشانك
- وجه لوجه
- ياصبر الأرض
- ميت مرتين
- ميت لأحبابي
- حال القصيد

أصدر الشاعر ديوانه الثاني «ثمر قلبي» وشارك في معرض الكتاب بالرياض في مارس 2017

## وصلات خارجية
- الحساب الرسمي لصالح السكيبي على تويتر
- الشاعر صالح السكيبي على فيس بوك صالح السكيبي  على فيسبوك.